# Vis-à-vis (automobile)
Pour les articles homonymes, voir Vis-à-vis.

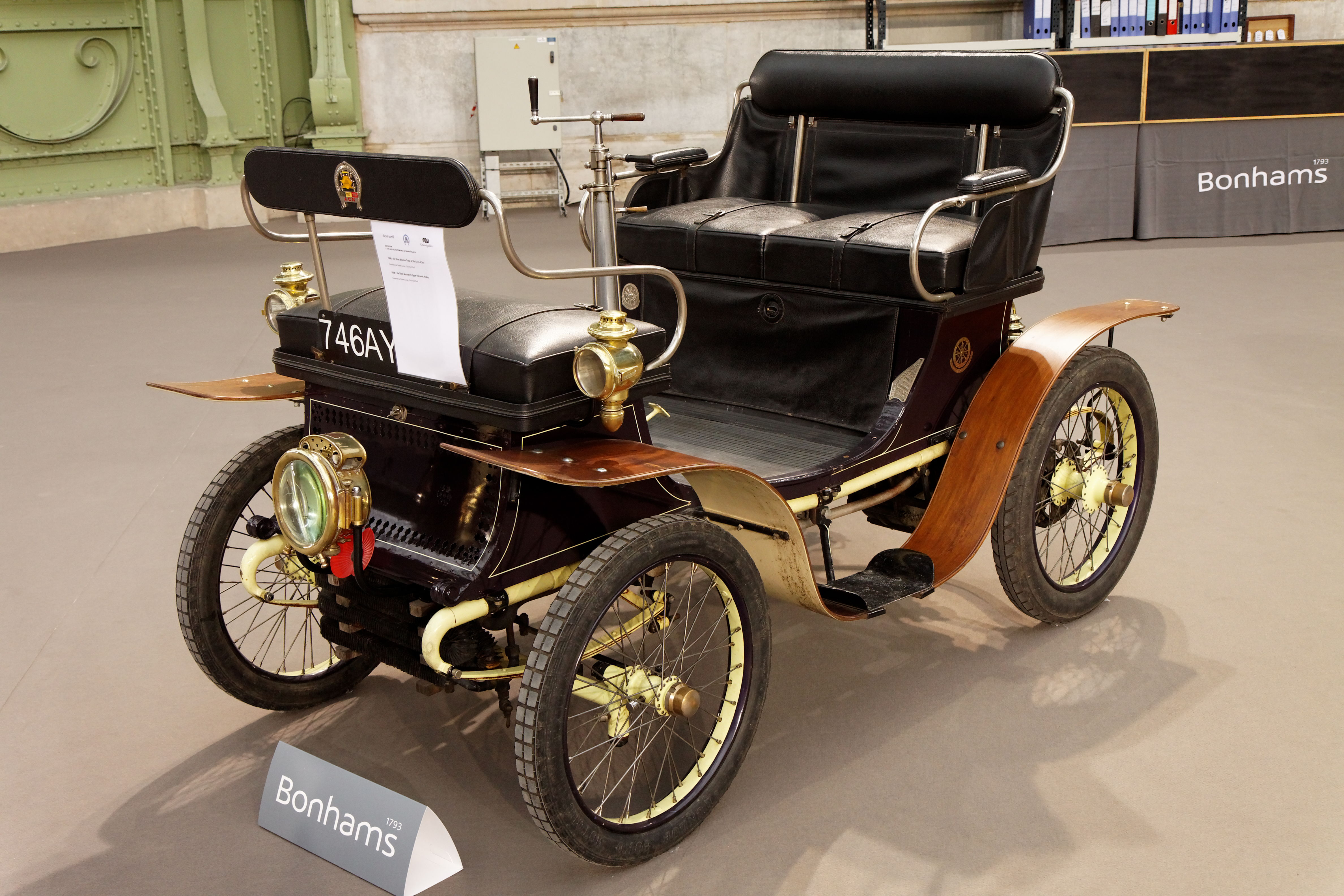
Vis-à-vis De Dion-Bouton.

En automobile, un vis-à-vis est une voiturette comportant deux banquettes placées face à face.